# Грекул, Андрей Васильевич
Андрей Васильевич Грекул — советский хозяйственный, государственный и политический деятель, доктор исторических наук, профессор.

## Биография
Родился в 1919 году в Слободзее. Член КПСС с 1944 года.
Участник Великой Отечественной войны. Штурман эскадрильи 634-го ночного бомбардировочного авиационного полка.
С 1946 года — на хозяйственной, общественной и политической работе. В 1946—1984 гг. — партийный работник, секретарь Фалештского райкома КП(б)М, заведующий отделом школ ЦК КПМ, директор Кишинёвского педагогического института, профессор кафедры истории КПСС Кишинёвского государственного университета.
Лауреат Государственной премии Молдавской ССР 1979 года.
Умер в Кишинёве до 1985 года.